# Liste der Bodendenkmäler in Bamberg
Auf dieser Seite sind die Bodendenkmäler in der oberfränkischen kreisfreien Stadt Bamberg zusammengestellt. Diese Tabelle ist eine Teilliste der Liste der Bodendenkmäler in Bayern. Grundlage ist die Bayerische Denkmalliste, die auf Basis des Bayerischen Denkmalschutzgesetzes vom 1. Oktober 1973 erstmals erstellt wurde und seither durch das Bayerische Landesamt für Denkmalpflege geführt wird. Die folgenden Angaben ersetzen nicht die rechtsverbindliche Auskunft der Denkmalschutzbehörde.

## Gemeinde Bamberg

### Bamberg
| Lage               | Objekt | Akten-Nr.     | Bild |
| ------------------ | --- | ------------- | ---- |
| Bamberg (Standort) | Siedlung des späten Mittelalters und der frühen Neuzeit. | D-4-6031-0139 |      |
| Bamberg (Standort) | Bestattungsplatz der Urnenfelderzeit. | D-4-6031-0158 |      |
| Bamberg (Standort) | Freilandstation des Mesolithikums sowie Siedlung der jüngeren Latènezeit und der römischen Kaiserzeit. | D-4-6131-0094 |      |
| Bamberg (Standort) | Bestattungsplatz mit Grabhügeln vorgeschichtlicher Zeitstellung. | D-4-6131-0104 |      |
| Bamberg (Standort) | Bestattungsplatz mit Grabhügeln vorgeschichtlicher Zeitstellung. | D-4-6131-0106 |      |
| Bamberg (Standort) | Siedlung der Hallstattzeit. | D-4-6131-0115 |      |
| Bamberg (Standort) | Freilandstation des Mesolithikums und Siedlung der Hallstattzeit. | D-4-6131-0116 |      |
| Bamberg (Standort) | Siedlung der Hallstattzeit. | D-4-6131-0119 |      |
| Bamberg (Standort) | Siedlung vorgeschichtlicher Zeitstellung. | D-4-6131-0159 |      |
| Bamberg (Standort) | Siedlung der frühen Latènezeit. | D-4-6131-0160 |      |
| Bamberg (Standort) | Siedlung der Hallstattzeit. | D-4-6131-0166 |      |
| Bamberg (Standort) | Siedlung vor- und frühgeschichtlicher Zeitstellung. | D-4-6131-0191 |      |
| Bamberg (Standort) | Untertägige Bauteile des Bamberger Domes St. Peter und Georg des 13. Jahrhunderts und des angrenzenden Domklosters, Reste des Heinrichsdomes aus dem 11. Jahrhundert, der Burgkirche der Babenburg des 9. Jahrhunderts samt umliegendem Gräberfeld sowie weitere Siedlungsbefunde des frühen und hohen Mittelalters. | D-4-6131-1000 |      |
| Bamberg (Standort) | Untertägige frühmittelalterliche Siedlungsbefunde, Ausläufer des Gräberfeldes um die Burgkirche der Babenburg des 9. Jahrhunderts, untertägige Bauteile der hochmittelalterlichen Pfalzanlage sowie Siedlungsbefunde innerhalb der Bamberger Domburg des hohen Mittelalters, untertägige Baubefunde zur Alten Hofhaltung des späten Mittelalters und der frühen Neuzeit sowie weitere Detailbefunde des Mittelalters und der frühen Neuzeit. | D-4-6131-1001 |      |
| Bamberg (Standort) | Archäologische Befunde der frühmittelalterlichen Befestigung der Babenburg, der Domburg des hohen und späten Mittelalters sowie untertägige Bauteile der frühneuzeitlichen Hangbefestigung des Bamberger Domberges. | D-4-6131-1002 |      |
| Bamberg (Standort) | Archäologische Befunde der frühmittelalterlichen Befestigung der Babenburg, der Domburg des hohen und späten Mittelalters sowie untertägige Bauteile der frühneuzeitlichen Hangbefestigung des Bamberger Domberges. | D-4-6131-1003 |      |
| Bamberg (Standort) | Untertägige Siedlungsbefunde vorgeschichtlicher Zeitstellung, Siedlungs- und Baubefunde der frühmittelalterlichen Babenburg und der Bamberger Domburg des hohen und späten Mittelalters sowie der frühen Neuzeit. | D-4-6131-1004 |      |
| Bamberg (Standort) | Untertägige Bauteile der Bamberger St.-Michaels-Kirche und der Konventbauten des ehemaligen Benediktinerklosters Michaelsberg, Fundamente hochmittelalterlicher Vorgängerbauten der Kirche und der Klostergebäude sowie Bau- und Siedlungsbefunde einer älteren Vorgängerbesiedlung des frühen Mittelalters. | D-4-6131-1005 |      |
| Bamberg (Standort) | Untertägige Bauteile der Bamberger St.-Stephans-Kirche des 17. Jahrhunderts, Fundamente des hochmittelalterlichen Vorgängerbaus der Kirche und der Konventbauten des ehemaligen Kollegiatstiftes St. Stephan sowie Körpergräber des Mittelalters und der frühen Neuzeit. | D-4-6131-1006 |      |
| Bamberg (Standort) | Untertägige Bauteile der Bamberger Pfarrkirche Zu Unserer Lieben Frau sowie mittelalterliche Vorgängerbauten. | D-4-6131-1007 |      |
| Bamberg (Standort) | Archäologische Befunde im Bereich der hochmittelalterlichen Stiftskirche St. Jakob von Bamberg mit Körpergräbern des Mittelalters und der frühen Neuzeit. | D-4-6131-1008 |      |
| Bamberg (Standort) | Untertägige Bauteile der Bamberger St.-Getreu-Kirche des 18. Jahrhunderts und Fundamente eines Vorgängerbaus des hohen Mittelalters sowie untertägige Reste abgegangener Konventbauten der ehemalige Benediktinerpropstei St. Getreu. | D-4-6131-1009 |      |
| Bamberg (Standort) | Untertägige Bauteile des abgegangenen spätmittelalterlichen Franziskanerklosters von Bamberg sowie Bau- und Siedlungsbefunde einer hochmittelalterlichen Vorgängerbesiedlung. | D-4-6131-1010 |      |
| Bamberg (Standort) | Archäologische Befunde im Bereich der ehemalige Kapelle Unserer Lieben Frau (Marienkapelle) von Bamberg sowie der angrenzenden Anwesen und Reste mittelalterlicher Vorgängerbauten, darunter der ersten jüdischen Synagoge. | D-4-6131-1011 |      |
| Bamberg (Standort) | Archäologische Befunde im Bereich der Dominikanerkirche St. Christoph und der angrenzenden Konventbauten des ehemaligen Dominikanerklosters in Bamberg sowie der früh- und hochmittelalterlichen Vorgängerbebauung. | D-4-6131-1012 |      |
| Bamberg (Standort) | Untertägige Bauteile sowie Fundamente spätmittelalterlicher Vorgängerbauten der St.-Elisabeth-Kirche von Bamberg und untertägige Reste abgegangener Bauten des ehemaligen Elisabethspitals. | D-4-6131-1013 |      |
| Bamberg (Standort) | Untertägige Bauteile der mittelalterlichen St.-Gangolfs-Kirche von Bamberg, Körpergräber des Mittelalters und der frühen Neuzeit sowie Fundamente mittelalterlicher Bauten des Kollegiatstiftes St. Gangolf. | D-4-6131-1014 |      |
| Bamberg (Standort) | Untertägige Bauteile der Bamberger Heilig-Grab-Kirche des 14./15. Jahrhunderts sowie Fundamente eines Vorgängerbaus des 14. Jahrhunderts und untertägige Reste abgegangener Konvents- und Wirtschaftsbauten des spätmittelalterlichen und frühneuzeitlichen Klosters. | D-4-6131-1015 |      |
| Bamberg (Standort) | Untertägige Reste des abgegangenen Bamberger Clarissenklosters des späten Mittelalters und der frühen Neuzeit, darunter die Klosterkirche St. Clara, Konvent- und Wirtschaftsgebäude sowie Körpergräber. | D-4-6131-1016 |      |
| Bamberg (Standort) | Untertägige Bauteile der Klosterkirche St. Theodor von Bamberg sowie Reste eines hochmittelalterlichen Vorgängerbaus, Körpergräber des Mittelalters und der frühen Neuzeit, untertägige Bauteile der Konventbauten des heutigen Karmelitenklosters und Fundamente von Vorgängerbauten des hohen und späten Mittelalters. | D-4-6131-1017 |      |
| Bamberg (Standort) | Untertägige Bauteile der ehemalige mittelalterlichen Kapelle St. Maternus in Bamberg. | D-4-6131-1018 |      |
| Bamberg (Standort) | Untertägige Bauteile der ehemalige spätmittelalterlichen St.-Johannes-Kapelle in Bamberg. | D-4-6131-1019 |      |
| Bamberg (Standort) | Untertägige Bauteile der Kirche und der Konventbauten des Instituts der Englischen Fräulein aus dem 18. Jahrhundert in Bamberg sowie mittelalterliche Vorgängerbesiedlung. | D-4-6131-1020 |      |
| Bamberg (Standort) | Archäologische Befunde im Bereich der ehemalige St.-Martins-Kirche des 14. Jahrhunderts und zweier Vorgängerbauten des hohen Mittelalters sowie Körpergräber des Mittelalters und der frühen Neuzeit samt der ehemalige Friedhofskapelle St.-Nikolaus. | D-4-6131-1021 |      |
| Bamberg (Standort) | Archäologische Befunde im Bereich der zweiten Synagoge des 15. Jahrhunderts von Bamberg sowie Vorgängerbesiedlung des hohen und späten Mittelalters. | D-4-6131-1022 |      |
| Bamberg (Standort) | Untertägige Reste des abgegangenen Bamberger Kapuzinerklosters der frühen Neuzeit sowie Vorgängerbesiedlung des Mittelalters. | D-4-6131-1023 |      |
| Bamberg (Standort) | Fundamente des spätmittelalterlichen Vorgängerbaus der Bamberger St.-Laurentius-Kapelle, untertägige Reste abgegangener Wirtschaftsbauten des spätmittelalterlichen St.-Antoni-Siechhofes sowie aufgelassener Friedhof des 18. Jahrhunderts. | D-4-6131-1024 |      |
| Bamberg (Standort) | Untertägige Bauteile der Bamberger St.-Martins-Kirche und des ehemaligen Jesuitenkollegs aus dem 17. und frühen 18. Jahrhundert, Fundamente des abgegangenen spätmittelalterlichen Karmelitenklosters sowie Reste einer hochmittelalterlichen Vorgängerbesiedlung. | D-4-6131-1025 |      |
| Bamberg (Standort) | Untertägige Reste der hochmittelalterlichen Bamberger Stadtbefestigung im Bereich der Inneren Inselstadt. | D-4-6131-1026 |      |
| Bamberg (Standort) | Untertägige Reste der spätmittelalterlichen Stadtmauer und des Stadtgrabens im Bereich der westlichen und nördlichen Stadterweiterung der Bamberger Inselstadt. | D-4-6131-1027 |      |
| Bamberg (Standort) | Untertägige Reste der spätmittelalterlichen und frühneuzeitlichen Bamberger Stadtmauer sowie eines vorgelagerten Grabens im Bereich der Vorstadt des Zinkenwörth. | D-4-6131-1028 |      |
| Bamberg (Standort) | Untertägige Reste der mittelalterlichen und frühneuzeitlichen Bamberger Stadtbefestigung im Bereich der Sandstadt. | D-4-6131-1029 |      |
| Bamberg (Standort) | Untertägige Reste der mittelalterlichen und frühneuzeitlichen Bamberger Stadtmauer mit vorgelagertem Graben und Fundamente eines abgegangen Stadttores im Bereich der südlichen Bergstadt. | D-4-6131-1030 |      |
| Bamberg (Standort) | Untertägige Reste der mittelalterlichen und frühneuzeitlichen Befestigung der Immunität St. Stephan in Bamberg, darunter die Fundamente eines abgegangenen Torturmes, Mauer- bzw. Wallreste sowie ein vorgelagerter Graben. | D-4-6131-1031 |      |
| Bamberg (Standort) | Untertägige Reste eines abgegangenen Stadttores des späten Mittelalters und der frühen Neuzeit im Bereich der Kaulberger Vorstadt von Bamberg. | D-4-6131-1032 |      |
| Bamberg (Standort) | Untertägige Siedlungsteile des Mittelalters und der frühen Neuzeit im Bereich von Geyerswörth und Mühlwörth in Bamberg. | D-4-6131-1033 |      |
| Bamberg (Standort) | Untertägige mittelalterliche und frühneuzeitliche Siedlungsteile im Bereich der Inneren Inselstadt von Bamberg. | D-4-6131-1034 |      |
| Bamberg (Standort) | Untertägige mittelalterliche und frühneuzeitliche Siedlungsteile im Bereich der Vorstädte Abtswörth und Hinter St. Martin der Bamberger Inselstadt. | D-4-6131-1035 |      |
| Bamberg (Standort) | Untertägige Siedlungsteile des späten Mittelalters und der frühen Neuzeit im Bereich der Bamberger Vorstadt Zinkenwörth. | D-4-6131-1036 |      |
| Bamberg (Standort) | Untertägige spätmittelalterliche und frühneuzeitliche Siedlungsteile außerhalb der spätmittelalterlichen Befestigung der Inselstadt von Bamberg. | D-4-6131-1037 |      |
| Bamberg (Standort) | Untertägige frühneuzeitliche Siedlungsteile im Bereich der Stadterweiterungen der Inselstadt von Bamberg. | D-4-6131-1038 |      |
| Bamberg (Standort) | Untertägige mittelalterliche und frühneuzeitliche Siedlungsteile im Bereich des Sandes und der Bürgerlichen Bergstadt von Bamberg. | D-4-6131-1039 |      |
| Bamberg (Standort) | Untertägige Siedlungsteile des Mittelalters und der frühen Neuzeit im Bereich der Immunität St. Stephan von Bamberg. | D-4-6131-1040 |      |
| Bamberg (Standort) | Untertägige mittelalterliche und frühneuzeitliche Siedlungsteile im Bereich der Kaulberger Vorstadt von Bamberg. | D-4-6131-1041 |      |
| Bamberg (Standort) | Untertägige Siedlungsteile des Mittelalters und der frühen Neuzeit im Bereich der Immunitäten St. Michael, St. Jakob und St. Theodor von Bamberg. | D-4-6131-1042 |      |
| Bamberg (Standort) | Siedlungsbefunde vorgeschichtlicher Zeitstellung sowie untertägige Siedlungsteile des Mittelalters und der frühen Neuzeit im Bereich des Bamberger Stadtteils Theuerstadt/Gärtnerviertel. | D-4-6131-1043 |      |
| Bamberg (Standort) | Untertägige Reste des abgegangenen Gutshofes Kaipershof des späten Mittelalters und der frühen Neuzeit in Bamberg. | D-4-6131-1044 |      |
| Bamberg (Standort) | Untertägige spätmittelalterliche und frühneuzeitliche Siedlungsteile der Wunderburger Vorstadt von Bamberg. | D-4-6131-1045 |      |
| Bamberg (Standort) | Untertägige Teile des frühneuzeitlichen Vorgängerbaus der Maria-Hilf-Kirche von Bamberg. | D-4-6131-1046 |      |
| Bamberg (Standort) | Untertägige mittelalterliche und frühneuzeitliche Siedlungsteile zwischen den Bamberger Stadtteilen Theuerstadt und Wunderburg. | D-4-6131-1047 |      |
| Bamberg (Standort) | Teilweise obertägig erhaltene Reste einer frühmittelalterlichen Befestigung, untertägige Bauteile der bestehenden Burg des späten Mittelalters und der frühen Neuzeit sowie Fundamente hoch- und spätmittelalterlicher Vorgängerbauten innerhalb der Bamberger Altenburg. | D-4-6131-1048 |      |
| Bamberg (Standort) | Untertägige Teile der mittelalterlichen Befestigung der Immunität St. Stephan von Bamberg. | D-4-6131-1049 |      |
| Bamberg (Standort) | Untertägige Teile der abgegangenen mittelalterlichen Bamberger Stadtbefestigung zwischen Kaulberg und Domberg. | D-4-6131-1050 |      |
| Bamberg (Standort) | Archäologische Befunde im Bereich des spätmittelalterlichen ehemalige jüdischen Friedhofs von Bamberg. | D-4-6131-1051 |      |
| Bamberg (Standort) | Als Hohlweg ausgeprägter Abschnitt eines Altweges des Mittelalters und der frühen Neuzeit, sog. Angerweg, mit überdeckten Kelleranlagen. | D-4-6131-1098 |      |
| Bamberg (Standort) | Archäologische Befunde im Bereich der Fundamente einer frühneuzeitlichen Richtstätte in Bamberg. | D-4-6131-1099 |      |

### Bug
| Lage           | Objekt                           | Akten-Nr.     | Bild |
| -------------- | -------------------------------- | ------------- | ---- |
| Bug (Standort) | Siedlung des hohen Mittelalters. | D-4-6131-0096 |      |

### Gaustadt
| Lage                | Objekt | Akten-Nr.     | Bild |
| ------------------- | --- | ------------- | ---- |
| Gaustadt (Standort) | Bestattungsplatz und Siedlung vorgeschichtlicher Zeitstellung.                                               | D-4-6031-0159 |      |
| Gaustadt (Standort) | Als Hohlweg ausgeprägter Abschnitt eines Altweges des Mittelalters und der frühen Neuzeit, sog. Heßlergasse. | D-4-6031-0270 |      |
| Gaustadt (Standort) | Siedlung der frühen Latènezeit.                                                                              | D-4-6131-0142 |      |

### Gundelsheim
| Lage                   | Objekt | Akten-Nr.     | Bild |
| ---------------------- | --- | ------------- | ---- |
| Gundelsheim (Standort) | Bestattungsplatz der mittleren bis späten Bronzezeit und der Urnenfelderzeit sowie Siedlung der Urnenfelderzeit. | D-4-6031-0052 |      |

### Hallstadt
| Lage                 | Objekt                                             | Akten-Nr.     | Bild |
| -------------------- | -------------------------------------------------- | ------------- | ---- |
| Hallstadt (Standort) | Siedlung des Neolithikums und der Urnenfelderzeit. | D-4-6031-0130 |      |

### Strullendorf
| Lage                    | Objekt                                                                    | Akten-Nr.     | Bild           |
| ----------------------- | ------------------------------------------------------------------------- | ------------- | -------------- |
| Strullendorf (Standort) | Siedlung vorgeschichtlicher Zeitstellung.                                 | D-4-6131-0075 |                |
| Strullendorf (Standort) | Ludwig-Donau-Main-Kanal Erdbauten des Ludwig-Donau-Main-Kanals (1836–45). | D-4-6131-1097 | weitere Bilder |